# Барон Бассет из Дрейтона
Барон Бассет из Дрейтона (англ. Baron Basset of Drayton) — дворянский титул в системе пэрства Англии, существовавший в 1264—1265 и 1295—1390 годах.
Существовали также титулы барон Бассет из Сапкота, барон Бассет из Уэлдона и барон Бассет из Страттона.

## История
Первым носителем титула был Ральф Бассет (V) (ум. 4 августа 1265), который был одним из лидеров Второй баронской войны. Он был вызван в 1264 Симоном де Монфором в английский парламент как барон Бассет из Дрейтона. Ральф погиб в 1265 году в битве при Ившеме, в которой армия Симона де Монфора была разбита. В сентябре 1265 года в Винчестере все участники восстания были лишены владений. В том числе были конфискованы и владения Бассета, переданные сторонникам короля. Но позже их возвратили вдове покойного, Маргарет де Соммери, в знак признания заслуг её отца, роялиста Роджера де Соммери, перед королём.
Сын Ральфа и Маргарет, Ральф Бассет (VI) (ум. 31 декабря 1299), в 1295 году был призван в английский парламент как барон Бассет из Дрейтона. Его сын, Ральф Бассет (VII) (ум. 25 февраля 1243), 2/3-й барон Бассет из Дрейтона с 1299, был в 1323–1324 годах сенешалем Гаскони. Его сын умер раньше отца, поэтому ему наследовал внук, Ральф Бассет (VIII) (1334/1335 — 10 мая 1390), 3-й барон Бассет из Дрейтона с 1343. Он принимал участие в Столетней войне и был членом Ордена Подвязки. От двух браков он детей не оставил, поэтому с его смертью ветвь угасла, а титул барона Бассета из Дрейтона исчез. 
Наследником владений стал Томас Стаффорд, 3-й граф Стаффорд, правнук Маргарет Бассет, дочери Ральфа Бассета, 1/2-го барона Бассета из Дрейтона.

## Бароны Бассет из Дрейтона
- Ральф Бассет (V) (умер 4 августа 1265), один из лидеров Второй баронской войны, барон Бассет из Дрейтона с 1264[2][3];
- Ральф Бассет (VI) (умер 31 декабря 1299), 1/2-й барон Бассет из Дрейтона с 1295, сын предыдущег[2][3];
- Ральф Бассет (VII) (умер 25 февраля 1343), 2/3-й барон Бассет из Дрейтона с 1299, сын предыдущего[2][3];
- Ральф Бассет (VIII) (1334/1335 — 10 мая 1390), 3/4-й барон Бассет из Дрейтона с 1343, внук предыдущего[2][3].